# Concerto pour clarinette de Mozart
Pour les articles homonymes, voir Concerto pour clarinette (homonymie).
Le Concerto pour clarinette en la majeur K 622 est une œuvre composée par Wolfgang Amadeus Mozart en 1791, quelques semaines avant sa mort. Il est le dernier des quarante-trois concertos pour soliste de Mozart et le seul qu'il ait écrit pour la clarinette. L'œuvre se divise en trois mouvements selon la forme classique du concerto (rapide-lent-rapide) : un allegro, un adagio et un rondo. 
Destinée à son ami et musicien Anton Stadler, l'œuvre a été composée pour la clarinette de basset, une clarinette plus longue que la clarinette moderne et dotée de plusieurs notes graves supplémentaires. Avec les concertos des père et fils Stamitz, de Carl Maria von Weber et de Louis Spohr, l'œuvre fait partie des compositions majeures du répertoire classique de la clarinette.

## Historique

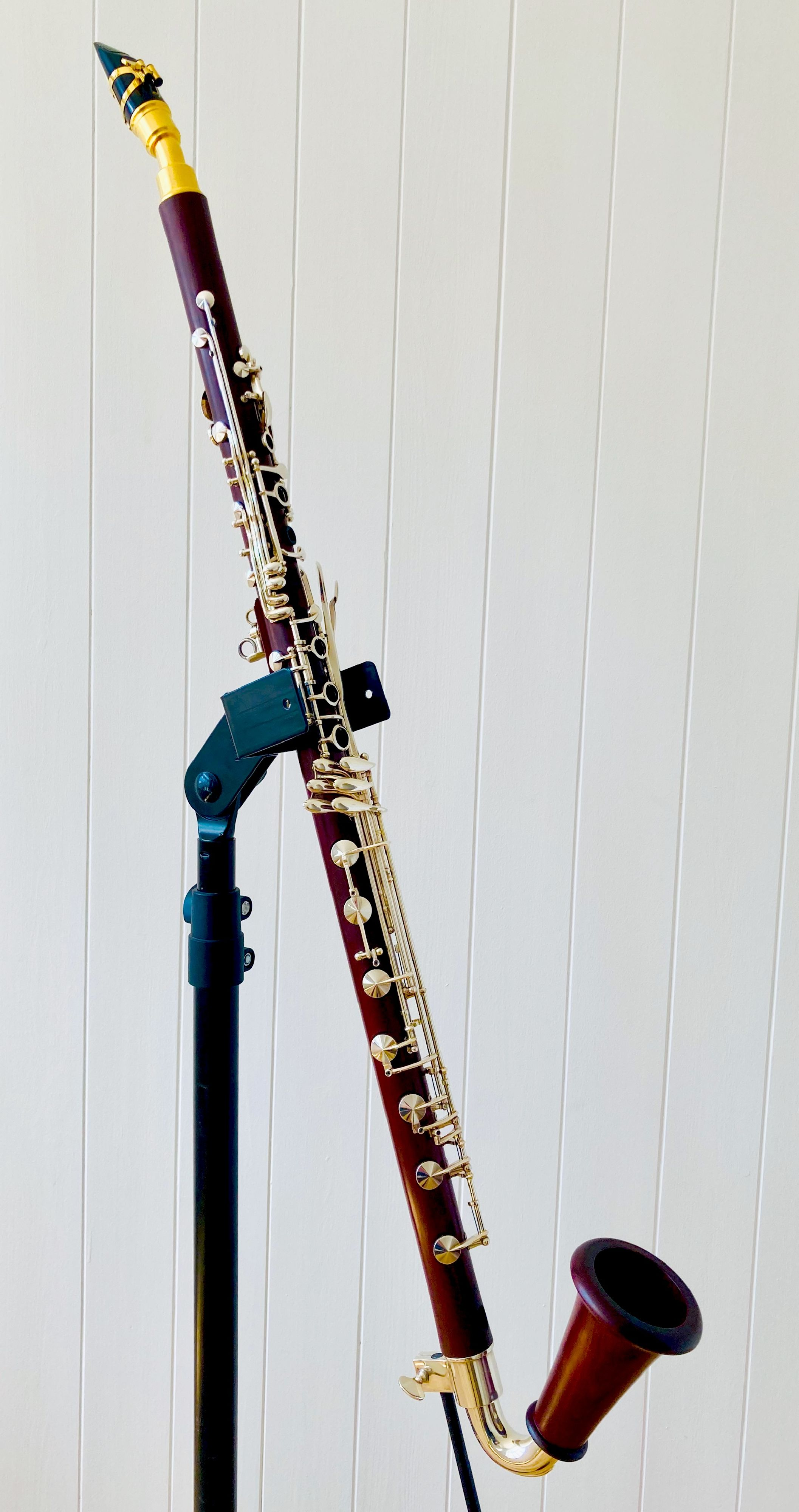
Cor de basset moderne en sol (Boehm), sur lequel Richard Haynes joue le concerto de Mozart en sol majeur depuis avril 2024

### Composition pour la clarinette de basset
Le Concerto pour clarinette a été composé entre le 28 septembre et le 7 octobre 1791, à l'attention d'Anton Stadler, un corniste (cor de basset) et clarinettiste virtuose que Mozart appréciait beaucoup et qui était dans la même loge maçonnique.

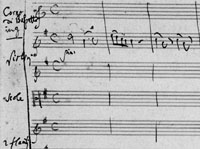
Extrait de l'autographe de l'Allegro du concerto pour cor de basset (esquisse) en sol K.621b.

En réalité, une esquisse de l'allegro avait été composé dès 1787, en sol majeur (K.584b/K.621b) et non en la, pour cor de basset en sol. Mozart a repris et transcrit ce mouvement pour l'ajouter à ce concerto, tout en y adjoignant deux mesures. Selon une lettre que Mozart a écrit à sa femme environ huit semaines avant sa mort, on sait que le rondo a été achevé le 7 octobre 1791. Mozart y précisait qu'il l'avait écrit pour la bass Klarinett de Stadler,. 

« J'ai instrumenté tout le rondò de Stadler. »

— Mozart, Lettre des 7/8 octobre 1791 à son épouse, correspondance vol. V, no 778, p. 251.
Trois ans auparavant, Stadler et le facteur d'instruments Theodor Lotz (1746-1792), avaient inventé la clarinette de basset en la, formée d'une extension à sa clarinette en la qui permettait de rapprocher cette dernière d'un cor de basset, et donc de jouer dans un registre plus grave. Cet instrument avait alors été baptisé « clarinette de basset » (à ne pas confondre avec la clarinette basse moderne). Mozart a probablement composé son concerto en prenant en compte les particularités de cet instrument : la clarinette de basset en la peut descendre jusqu'au do tandis que la clarinette en la ordinaire ne peut aller que jusqu'au mi (ces notes correspondent respectivement au la et au do du piano).

### Éditions pour la clarinette moderne
Après la mort de Mozart, les éditeurs ont réalisé des modifications substantielles pour adapter l'œuvre à la tessiture des clarinettes en si  ou en la, et certains passages dans les graves ont donc été transposés ou altérés. Malheureusement, la version originale du concerto n'a jamais été publiée et la partition originale est perdue. La plus ancienne version que l'on possède de cette œuvre est celle publiée par Johann Anton André en 1801 pour clarinette en la.
En mars 1802, une revue de l'édition récente de Breitkopf & Härtel est publiée dans le Allgemeine Musikalische Zeitung. L'auteur anonyme critique la nouvelle version de la partie soliste par comparaison avec celle qu'il avait entendue jouée par Stadler :

« Alors qu'actuellement les clarinettes descendant jusqu'au do grave peuvent encore être comptées parmi les instruments rares, on est redevable aux éditeurs qui n'ont pas ménagé leurs efforts pour effectuer ces transpositions et modifications pour la clarinette normale, bien que le concerto n'y ait pas exactement gagné. »

Depuis 1801, la version modifiée du concerto est restée en usage pendant près de 150 ans sans susciter de révision critique.

### Tentatives de reconstruction
De nombreux musicologues et interprètes se sont interrogés sur l'origine et l'histoire de ce concerto, mais la partition originale est restée introuvable. 
En 1938, Oskar Kroll (1908–1945), clarinettiste et musicologue, rédige une étude qui ne sera publiée qu'en 1947 ; puis en 1948, le clarinettiste et musicologue britannique George Dazeley conclut comme Kroll que la partie soliste du concerto couramment publiée n'est qu'une adaptation pour la clarinette moderne d'une composition originale conçue par Mozart pour la clarinette de basset, prolongée jusqu'au do grave,.
Le musicien tchèque Jiříl Kratochvil, qui édite la partition pour la Neue Mozart Ausgabe, arrive à la même conclusion et modifie quarante-deux passages du concerto pour la clarinette de basset. La première interprétation moderne sur cet instrument est donnée en concert à Prague le 21 juin 1951 par Milan Kostorhyz, professeur de clarinette au conservatoire de Prague. D'autres enregistrements de cette reconstruction ont été réalisés notamment avec Hans-Rudolf Stalder (pour Musica Mundi VMS 807) et Hans Deinzer (pour Harmonia Mundi/BASF 20 21798-1).
L'hypothèse de Dazeley trouve sa confirmation en 1961 dans le travail de recherche inédit d'Arthur Ness qui a découvert la critique du Allgemeine Musikalische Zeitung de 1802 et établi une filiation des éditions les plus anciennes (André, Breitkopf, Pleyel, Sieber).
Pour le premier mouvement, l'article cite : mesure 94 (trois dernières croches), mesure 146/147 (chaque premier groupe de 16e), mesure 190 (2e 4e notes), mesure 198 (2e 4e), mesure 206 (2e 4e), mesure 207 (1re 4e), mesure 208 (2e 4e) et mesure 209 (1re 4e notes).
| « Recensent, der dieses herrliche Konzert in Partitur vor sich liegen hat, kann allen guten Klarinettisten die fröhliche Gewißheit ertheilen, daß kein anderer, als Mozart — nur er es geschrieben haben kann; daß es folglich in Ansehung der schönen, regelmäßigen, und geschmackvollen Komposition das erste Klarinet-Konzert in der Welt seyn muß; denn so viel dem Recensent Bewußt ist, existirt nur dies eine von ihm […] Schließlich findet Recensent noch nöthig zu bemerken, daß Mozart dieses Konzert für eine Klarinette, die unten bis ins c geht, geschrieben hat. So müssen z. B. folgende Stellen in der Principal-Stimme sämmtlich in die tiefere Oktave versetzt werden. […]. Und auf diese Art sind sehr viele Stellen versetzt und verändert worden. Besonders auffallend ist dies im Adagio: Takt 45–51, Takt 57, usw. […] Da nun aber bis jetzt solche Klarinetten, die unten bis c gehen, noch immer unter die seltenen Instrumente gerechnet werden müssen, so ist man den Herausgebern für diese Versetzungen und Veränderungen für die gewöhnliche Klarinette allerdings Dank schuldig, ob das Konzert gleich nicht dadurch gewonnen hat. Vielleicht wäre es eben so gut gewesen, es ganz nach dem ursprünglichen Originale herauszugeben, und diese Versetzungen und Veränderungen allenfalls durch kleinere Noten zu bemerken […] — Allgemeine musikalische Zeitung, mars 1802. » |  |  | « Le critique, qui a sous les yeux la partition de ce merveilleux concerto, peut donner à tous les bons clarinettistes l'heureuse certitude que nul autre que Mozart — lui seul — aurait pu l'écrire ; que par conséquent, vu la belle composition, régulière et de bon goût, ce doit être le premier concerto pour clarinette du monde ; car pour autant que le critique sache, seul celui-ci existe […] Enfin, le critique juge nécessaire de remarquer que Mozart a écrit ce concerto pour une clarinette qui descend jusqu'au do. Alors que par exemple, les passages suivants de la partie principale sont tous transposés dans l'octave inférieure (NB : c'est-à-dire en fa) […].Et de cette façon, de très nombreux endroits ont été déplacés et modifiés. C'est particulièrement frappant dans l'Adagio : mesures 45-51, mesure 57, etc. […] Mais comme les clarinettes descendant jusqu'au do doivent encore être comptées parmi les rares instruments, les éditeurs sont favorables à ces déplacements et transpositions pour la clarinette ordinaire, même si le concerto n'en a pas bénéficié. Peut-être aurait-il été tout aussi bon de le publier entièrement conforme à l'original, et de noter ces déplacements et changements au mieux avec des notes plus petites. » |

Avec la redécouverte de la musique baroque se développent les recherches sur l'instrument de Stadler. En septembre 1968, Hans-Rudolf Stalder (1930-2017) réalise le premier enregistrement sur clarinette de basset moderne,. Par la suite, d'autres interprètes de renom jouent et enregistrent le concerto sur des clarinettes de basset modernes de factures variées. En 1992, la musicologue américaine Pamela Poulin découvre à Riga les programmes des concerts donnés par Anton Stadler pendant son séjour dans les pays baltes en 1791-1796. Ces programmes sont ornés d'une gravure montrant la clarinette jouée par Stadler, munie d'un pavillon piriforme formant un angle droit avec le corps de l'instrument. Ces images vont servir de base aux futurs essais de reconstruction de la clarinette de basset.
La détermination des passages qui utilisaient le registre de la clarinette de basset reste le principal obstacle aux essais de reconstruction du concerto. En l'absence de la partition originale, on trouve des indices importants sur les intentions originales de Mozart dans une esquisse autographe de 199 mesures, conservée à la Rychenberg Stiftung de Winterthour et correspondant au début d'un concerto pour cor de basset (K.584b/K.621b). D'après Arthur Ness, l'arrangement du concerto pour quintette avec piano de Schwencke, publié entre 1799 et 1805, est basé sur la version originale aujourd'hui perdue. Il fournit davantage d'indices sur celle-ci que les premières éditions publiées pour la clarinette. L'arrangement pour quintette présente de nombreux ornements qui embellissent la partie soliste en particulier dans l'adagio. Un intervalle de neuvième inattendu figure à la fin du mouvement lent. Il met en valeur la tessiture de l'instrument en descendant jusqu'au do grave, la note la plus basse de la clarinette de basset.
Les reconstitutions de la clarinette de basset ne sont utilisées que pour l'exécution de ce concerto, ainsi que les arias Ah lo veggio de Cosi fan tutte et Non più di fiori de l'opéra La clemenza di Tito. Il n'est cependant pas exclu que Stadler et son frère Johann, tous deux clarinettistes à l'orchestre de la cour de Vienne, aient joué l'intégralité de ces opéras sur des clarinettes de basset. La plupart des interprétations en concert du concerto continuent d'utiliser la clarinette en la (ou en si bémol).

## Première
Le concerto a été donné pour la première fois en public à Prague, le 16 octobre 1791, avec Anton Stadler jouant la partie soliste. Les avis ont été très mitigés, bien que la critique ait été globalement bonne. Certains ont loué la performance de Stadler comme le Berlin Musikalisches Wochenblatt qui écrivait en janvier 1792 : « Herr Stadler, clarinettiste de Vienne. Un homme de grand talent et reconnu comme tel à la cour. Son jeu est merveilleux et porte témoignage de son assurance ». D'autres, en revanche, ont reproché à Mozart d'avoir composé une pièce pour une clarinette trafiquée dont Stadler était probablement le seul joueur.

## Orchestration
| Instrumentation du Concerto pour clarinette                            |
| Soliste                                                                |
| 1 clarinette en La jouant en soliste (ou 1 clarinette de basset en La) |
| Bois                                                                   |
| 2 flûtes 2 bassons                                                     |
| Cuivres                                                                |
| 2 cors en La                                                           |
| Cordes                                                                 |
| Premiers violons, seconds violons, altos, violoncelles et contrebasses |

## Analyse de l'œuvre

### Allegro
- Allegro, en la majeur, à , 359 mesures.

Initialement écrit en sol majeur pour cor de basset, c'est le mouvement le plus long du Concerto : environ douze minutes. Il est divisé en trois parties, elles-mêmes divisées en deux sous-parties. Le mouvement s'ouvre avec l'orchestre jouant le thème principal, tendre et délicat, repris par le soliste, élégant et malicieux. Une pause de l'orchestre, permet un passage du soliste. Le thème principal réapparaît, transposé, puis débouche sur un passage où le soliste accompagne l'orchestre en battements, développement assez inhabituel. L'évolution du morceau devient spectaculaire et un tutti débouche sur une réexposition du thème principal. De nouveaux passages en battements et arpégés sont joués par le soliste, puis le mouvement s'achève joyeusement en la majeur.
Mozart se permet plusieurs entorses. À la forme sonate d'abord : le second thème, mélancolique, en mode mineur,
… n'est pas repris. Le compositeur préférant jouer avec le premier thème, sous forme d'un canon à trois voix.
Ensuite, il renonce à la cadence du soliste à la fin du mouvement, donnant seulement deux petits points d'orgue où puissent s'exprimer la virtuosité du soliste. L'atmosphère rompt avec la virtuosité clinquante et tire vers une ambiance intime de la musique de chambre.

### Adagio
- Adagio, en ré majeur, à 
, 98 mesures.

Ce mouvement, probablement le plus connu du Concerto, est souvent utilisé dans les films. Son timbre mélancolique et son lyrisme est l'un des principaux facteurs qui ont valu au concerto le qualificatif d'« automnal » par lequel il est souvent dépeint.
L’Adagio est construit en forme d’aria (en A-B-A) et s'ouvre par le soliste jouant le thème principal, doux et serein, nimbé de nostalgie profonde et repris par l'orchestre. S'ensuit un jeu entre le soliste qui joue des notes descendantes et l'orchestre qui les reprend. Le développement alterne alors entre le registre du chalumeau (grave) et du clarino (aigu) de la clarinette. Le mouvement s'achève souvent sur une cadence (la plupart du temps, repris d'une section du Larghetto du Quintette avec clarinette), avant que le thème principal ne soit réexposé avant la coda.

### Rondo Allegro
- Rondo Allegro, en la majeur, à 
, 353 mesures.

Le rondo est un mouvement optimiste et enthousiaste qui conclut le concerto par un thème aérien, exposé par le soliste dès le début et repris en tutti. « Aucun mot ne peut exprimer combien ce chant — un des sommets de la création mozartienne — est admirable. Sa perfection formelle, son élévation spirituelle lui donnerait sans conteste valeur de testament… s'il n'y avait le Requiem ».

## Dans la culture

### Cinéma
- Le concerto est au centre d'une des dernières scènes du film À bout de souffle de Jean-Luc Godard (1960) ;
- Des extraits du concerto apparaissent dans le film Masculin féminin de Jean-Luc Godard (1966) ;
- Cette pièce est reprise dans des films tels que Padre padrone des frères Taviani (1978) et Préparez vos mouchoirs de Bertrand Blier (1978), qui invente pour l'occasion un clarinettiste du nom de Gervase de Brymer, en faisant la contraction du nom de deux clarinettistes de renom : Gervase de Peyer et Jack Brymer ;
- Le thème du mouvement lent est utilisé pour la musique du film Out of Africa de Sydney Pollack sorti en 1985. L'adaptation musicale est signée John Barry ;
- Le second mouvement est également présent à la fin du film Dialogue avec mon jardinier de Jean Becker en 2007 ;
- Un extrait du concerto est utilisé dans le film Le Discours d'un roi en 2010 ;
- Le second mouvement est également présent dans le film L'Âge de raison de Yann Samuell en 2010 ;
- Le concerto est utilisé dans le film français L'amour est une fête de Cédric Anger en 2018.

### Télévision
- Quelques mesures du second mouvement sont jouées à la clarinette seule dans le téléfilm Jaune iris en 2015.

### Littérature
- K. 622 est le titre d'un roman de Christian Gailly (1989).